# Astragalus dolichochaete
Astragalus dolichochaete är en ärtväxtart som beskrevs av Friedrich Ludwig Diels. Astragalus dolichochaete ingår i släktet vedlar, och familjen ärtväxter. Inga underarter finns listade i Catalogue of Life.